# 3-я стрелковая бригада Карельского фронта
3-я стрелковая бригада — воинское соединение СССР в Великой Отечественной войне.

## История
3-я стрелковая бригада (бывшая лыжная) в посёлке Лехта где находилась до мая 1942 года в посёлке Лехта на Карельском  фронте . Отозвана из посёлка и  где вела бои 2 батальонами на участке Беломорска и Сосновца а состав в 345 человек как управления и 100 автоматчиков были переведены к 27 СД.. . Как уже при 26 армии во время нахождения при 27 стрелковой дивизии  и была там же по приказу от 19.05.1942 переформирована в стрелковую .Где ранее находилась на базе где вела бои 2 батальонами на участке Беломорска и Сосновца от 3-й лыжной бригады . Где произошло как срочное расформирование 2 батальонов и согласно направленным спискам к командующим армиями 26 и 32 и направление определенное количество человек от каждой армии под Сталинград и Ленинград . Таким образом совместно составила и формировалось с приданными им частями ранее (с 21 апреля 1942 - от 2-й лыжной  бригады как от сокращенных 3 батальонов 217,218,219 ОЛБ - где временно имели названия у 3 стрелковой бригады как от пополнений и прикрепленных к 132 п/п и проходящих временно как 1/132 и 2/132 и 3/132 батальоны - где возникла необходимость пополнения в связи с потерями ) и от  4-й, 8-й лыжных бригад Карельского фронта, в свою очередь сформированных из состава 130-го,131-го,132-го,136-го запасных лыжных батальонов, сформированных в Бердске.
Держала оборону на Ребольском и Кандалакшском направлении Карельского фронта.
11.09.1942 года переформирована в 32-ю лыжную бригаду

## Полное наименование
- 3-я стрелковая бригада

## Подчинение
| Дата            | Фронт (округ)    | Армия | Корпус | Примечания |
| --------------- | ---------------- | ----- | ------ | ---------- |
| 01.06.1942 года | Карельский фронт | -     | -      | -          |
| 01.07.1942 года | Карельский фронт | -     | -      | -          |
| 01.08.1942 года | Карельский фронт | -     | -      | -          |
| 01.09.1942 года | Карельский фронт | -     | -      | -          |

## Командование
Командиры
??
Заместители командира
- подполковник Дегтярёв, Николай Николаевич — май-сентябрь 1942 года